# Corneilla-de-Conflent
Corneilla-de-Conflent (em catalão:  Cornellà de Conflent) é uma comuna francesa na região administrativa da Occitânia, no departamento dos Pirenéus Orientais. Estende-se por uma área de 11.02 km², e possui 510 habitantes, segundo o censo de 2018, com uma densidade de 46 hab/km².